# Веретюк Оксана Михайлівна
Оксана Михайлівна Веретюк (нар. 1 січня 1955, с. Струсів, нині Україна) — українська філолог-славістка, педагог. Кандидатка філософських наук (1989), докторка габілітований гуманітарних наук (2001, Польща), докторка філологічних наук (2003), професорка (2002).

## Життєпис
Закінчила філологічний факультет Львівського університету (1978). Від 1992 року в Тернопільському національному університеті імені Володимира Гнатюка: доцентка (2004) катедри теорії літератури і порівняльного літературознавства, одночасно від 2001 — професорка Жешувського університету в Польщі.

## Доробок
Авторка майже 100 праць з літературознавства, теорії літератури, українсько-польських взаємин, етики й естетики в літературі; серед них — монографії «Літературне життя українців у міжвоєнній Польщі» (1995), «Візія України у сучасному польському та українському романі» (Варшава, 1998, польською мовою), «Українське літературне життя у міжвоєнній Польщі» (2001).